# Universitario de Sucre
Der Club Deportivo Universitario San Francisco Xavier, auch bekannt als Universitario de Sucre, ist ein Sportverein aus der Stadt Sucre, der Hauptstadt Boliviens. Er wurde am 5. April 1962 gegründet und ist das Universitätsteam der Universidad San Francisco Xavier. Die wichtigste Sportart ist der Männerfußball, dessen erste Mannschaft in der ersten bolivianischen Liga spielt, obwohl auch andere Sportarten auf Amateur- und semiprofessioneller Ebene betrieben werden.
Er ist der erfolgreichste und wichtigste Verein im Departamento Chuquisaca und einer der größten im Süden des Landes. Auf nationaler Ebene konnte er zweimal die Meisterschaft gewinnen und vertrat Bolivien mehrmals in den kontinentalen Wettbewerben.

## Geschichte
Der 1962 unter dem Namen Medicina gegründete Verein hat für die meiste Zeit in der zweiten bolivianischen Liga gespielt. Der Verein stieg 2006 in die erste Liga auf und gewann 2008 seinen ersten Titel. Im Jahr 2009 nahm der Verein zum ersten Mal an der Copa Libertadores teil. 2014 gelang der zweite Titelgewinn.

## Rivalitäten
Den Klub verbindet eine Rivalität mit dem Team Real Potosí aus der Stadt Potosí um die Vorherrschaft in Südbolivien.

## Stadion
Die Heimspiele der Fußballmannschaft von Universitario werden seit 1992 im Estadio Olímpico Patria ausgetragen, der Komplex fasst 32.000 Zuschauer.

## Erfolge
- Bolivianischer Meister: 2008-A, 2014-C